# Copestylum megacephalum
Copestylum megacephalum är en tvåvingeart som först beskrevs av Friedrich Hermann Loew 1863.  Copestylum megacephalum ingår i släktet Copestylum och familjen blomflugor. Inga underarter finns listade i Catalogue of Life.